# Филармонический оркестр Северо-Западной Германии
Филармонический оркестр Северо-Западной Германии (нем. Nordwestdeutsche Philharmonie) — германский симфонический оркестр, базирующийся в Херфорде и контролируемый правительством земли Северный Рейн-Вестфалия. Учреждён в 1946 году в Бад-Пирмонте, основу нового коллектива составили музыканты из пражского Немецкого филармонического оркестра и линцского Брукнеровского оркестра. В 1950 г. в коллектив влились силы также созданного в 1946 г. Херфордского симфонического оркестра. К настоящему времени штат оркестра составляет 78 музыкантов; коллектив ежегодно даёт около 120 концертов.

## Руководители оркестра
- 1947—1950: Генрих Штайнер
- 1950—1952: Рольф Агоп
- 1952—1953: Ойген Папст
- 1953—1955: Вильгельм Шюхтер
- 1955—1956: Альберт Грюнес
- 1956—1961: Курт Брасс
- 1959—1960: Герман Шерхен
- 1961—1963: Херман Хильдебранд
- 1963—1969: Рихард Краусс
- 1969—1971: Вернер Андреас Альберт
- 1971—1974: Эрих Бергель
- 1975—1987: Янош Кулька
- 1987—1991: Алин Франкис
- 1992—1998: Михаил Юровский
- 1998—2006: Тосиюки Камиока
- 2006—2009: Андрис Нельсонс
- 2010—2014: Юджин Цигане
- 2015— : Ив Абель